# 滋賀県道226号佐目敏満寺線
滋賀県道226号佐目敏満寺線（しがけんどう226ごう さめびんまんじせん）は、滋賀県犬上郡多賀町を通る一般県道である。

## 概要
犬上郡多賀町大字佐目から犬上郡多賀町大字敏満寺に至る。
犬上川の右岸にほぼ沿って走る。

### 路線データ
- 起点：犬上郡多賀町大字佐目（国道306号交点、滋賀県道34号多賀永源寺線起点）
- 終点：犬上郡多賀町大字敏満寺（敏満寺中交差点、国道307号交点）
- 総延長：5.1 km

## 路線状況

### 重複区間
- 滋賀県道34号多賀永源寺線（犬上郡多賀町大字佐目（起点） - 犬上郡多賀町大字川相）

## 地理

### 通過する自治体
- 犬上郡多賀町

### 交差する道路
| 交差する道路                                    | 交差する場所 | 交差する場所          |
| ----------------------------------------------- | ------------ | --------------------- |
| 国道306号 滋賀県道34号多賀永源寺線 重複区間起点 | 大字佐目     | 起点                  |
| 滋賀県道34号多賀永源寺線 重複区間終点           | 大字川相     |                       |
| 滋賀県道227号敏満寺野口線                       | 大字富之尾   |                       |
| 国道307号 / 近江グリーンロード                  | 大字敏満寺   | 敏満寺中交差点 / 終点 |

### 沿線
- 多賀町役場 川相支所
- 彦根警察署 大滝警察官駐在所
- 大滝武道館
- 多賀町立大滝小学校、大滝幼稚園
- 大瀧神社
- 大蛇の淵
- 滝の宮スポーツ公園
- 旭金属工業所
- 八幡神社
- 宗徳寺
- 多賀ゴルフ練習場
- 大門池